# Paralimnoidella elegans
Paralimnoidella elegans är en insektsart som beskrevs av Kae Kyoung Kwon och Lee 1979. Paralimnoidella elegans ingår i släktet Paralimnoidella och familjen dvärgstritar. Inga underarter finns listade i Catalogue of Life.